# Grand Parc Miribel Jonage
 (juillet 2025).
 (juillet 2025).
Si vous disposez d'ouvrages ou d'articles de référence ou si vous connaissez des sites web de qualité traitant du thème abordé ici, merci de compléter l'article en donnant les références utiles à sa vérifiabilité et en les liant à la section « Notes et références ».
Pour les articles homonymes, voir Grand Parc (homonymie).
Le Grand Parc Miribel Jonage est un parc de l'agglomération lyonnaise couvrant près de 2 200 hectares en périphérie de Lyon. Il correspond à un secteur de l'ancien lit majeur du Rhône, transformé par des aménagements à partir du milieu du XIXe siècle.
Le parc constitue d'une part un lieu de loisirs pour les habitants du Grand Lyon et pour ceux de la Côtière de l'Ain et d'autre part, une zone de protection de la faune et de la flore : L'île de Miribel Jonage (le parc occupe 22 des 28,49 km2 de cette île) est zone Natura 2000 et le lac des Eaux Bleues constitue une ZNIEFF de type II.
L'action du Grand Parc se base sur ses quatre vocations-socles : la préservation de la ressource en eau portable, la favorisation de l'espace de régulation des crues, la préservation et valorisation du patrimoine naturel (avec par exemple les Grands Vernes), et enfin le développement des loisirs de plein air.

## Histoire

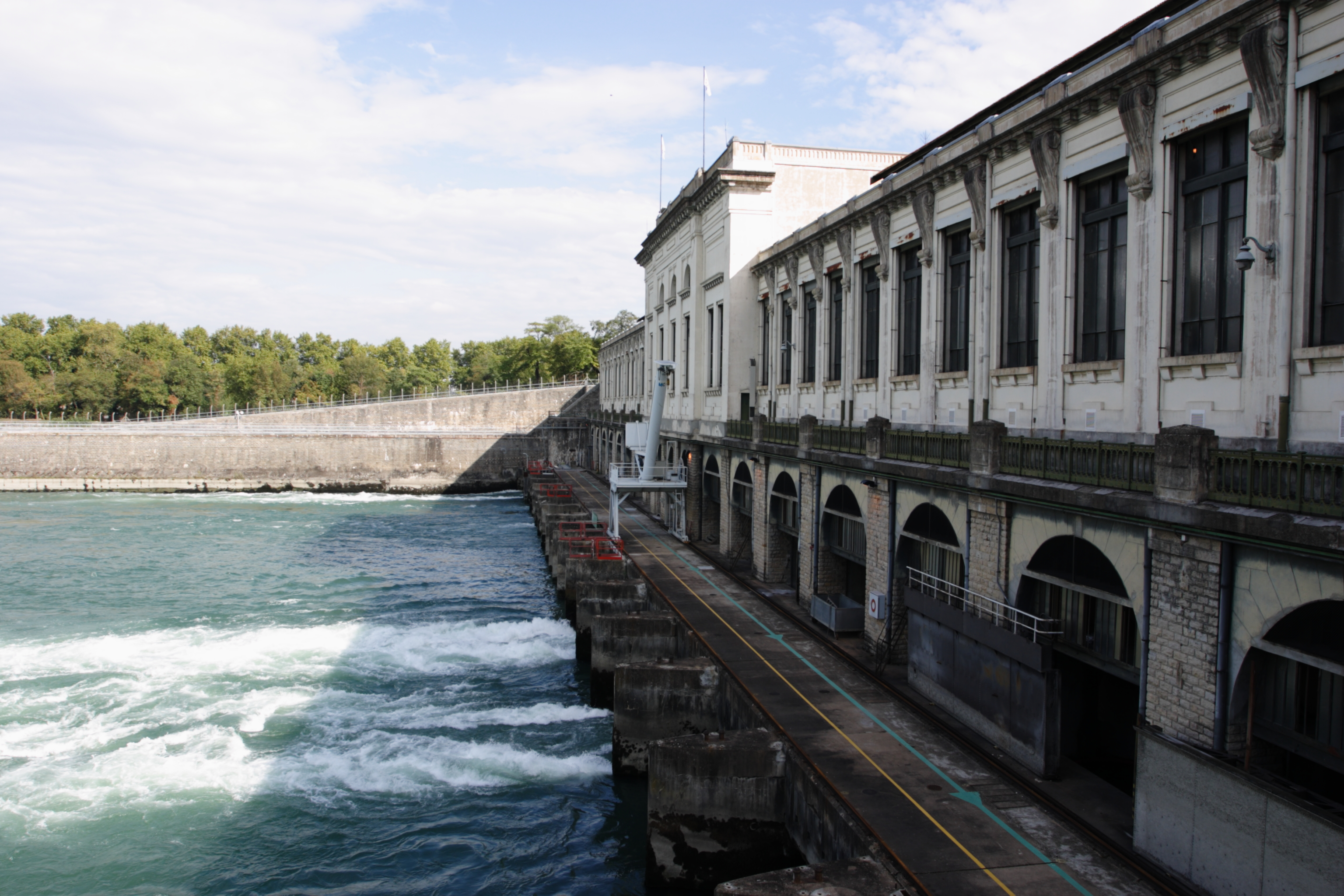
La centrale hydroélectrique de Cusset.

Entre 1848 et 1857 est creusé le canal de Miribel au nord qui avait pour objectif d'améliorer la navigation sur le fleuve, puis le canal de Jonage entre 1892 et 1899, destiné à alimenter la centrale hydroélectrique de Cusset à Villeurbanne et également à assurer la navigation. Ces aménagements transforment le secteur qu'ils ceinturent et forment l'île de Miribel-Jonage entre l'un et l'autre. Auparavant marécageuse et parcourue de nombreux lônes, la zone occupée par cette île est désormais asséchée. Jusqu'à la première moitié du XXe siècle, le site qui semble gagné sur le fleuve n'est pas particulièrement aménagé entre les canaux.
Au début des années 1960, un projet prévoit la construction d'un grand ensemble tertiaire sur le site de Miribel-Jonage, agrémenté d'un lac et desservi par les autoroutes ; les anciens terrains militaires de la Part-Dieu lui sont finalement préférés, et le projet est reconverti en zone de loisirs.
En 1968 est créée le Symalim (Syndicat Mixte pour l’Aménagement et la Gestion du Grand Parc Miribel Jonage), qui regroupe les onze communes limitrophes du projet ainsi que les deux départements concernés : le Rhône et l'Ain.
Les aménagements sont progressifs : le rocher d'escalade en 1977, le court de tennis en 1978, la piste cyclable en 1982 et le golf en 1985. En 1991, le Grand Lyon, sous l'impulsion de Michel Noir, classe le site en « zone inaltérable ». C'est en 1993 que la charte d'objectif du projet est signée entre les partenaires intervenant sur le site : l'État, les deux conseils généraux du Rhône et de l'Ain, les communes du Symalim, EDF et l'agence de l'eau. Les grands projets immobiliers qui avaient un temps accompagné l'aménagement de la zone de loisirs sont abandonnés. C'est la valorisation de la nature qui est retenue. La charte du parc veut baliser l'urbain et éviter un espace de libertés incontrôlé. Le site doit être progressivement aménagé pour devenir un « site naturel ».
En 2008, le Grand Parc de Miribel-Jonage était le 19e site le plus visité de France, avec 3 500 000 visiteurs par an[source insuffisante].
L'activité d'extraction de granulats pour la construction de bâtiments a longtemps été une des plus importantes activités économiques dans le parc. La dernière carrière en exploitation, sur les terrains de l'ancienne ferme de la Forestière, est fermée en 2016 puis mise en eau, ajoutant ainsi à la superficie du lac éponyme.
Le 20 avril 2022, l'ancienne ferme de la Forestière, est incendiée; ses ruines sont déconstruites en 2024. Elle était l'une des quatre anciennes fermes antérieures à la création du parc et rachetées par le Symalim, avec les fermes du Plançon, des Allivoz et du Morlet.

## Administration
Le Grand Parc de Miribel-Jonage a été créé en 1968. La plus grande partie du parc se trouve dans l'Est lyonnais, sur les territoires des communes de Vaulx-en-Velin, Décines-Charpieu, Meyzieu et Jonage. Le parc se trouve de façon plus modeste, sur les territoires d'une autre commune du département du Rhône, Jons; et dans le département de l'Ain, à Beynost, Neyron, Miribel, Saint-Maurice-de-Beynost, Thil et Niévroz.
Ces onze communes sont regroupées au sein du Symalim (Syndicat mixte pour l'aménagement et la gestion du Grand Parc de Miribel-Jonage) ; s'y ajoutent le Grand Lyon, la ville de Villeurbanne et des représentants des deux départements concernés : le département du Rhône et le département de l'Ain. Une société mixte est chargée de la gestion et de l'animation du parc : la Segapal (Société d'économie mixte pour la gestion et l'animation du Grand Parc de Miribel-Jonage).

### Dénomination
Le nom du parc a évolué au fil des années : du « Parc Miribel-Jonage » à l’appellation « Parc Nature des îles Miribel-Jonage », comme un rappel de l'intérêt écologique du parc. Le parc devenant un enjeu politique et économique pour les élus de la COURLY (ancien nom du Grand Lyon jusqu'aux années 1990), ses dirigeants rebaptisent l'espace « Grand Parc Miribel Jonage » en référence au Grand Lyon[réf. souhaitée].

Le logo du Grand Parc
Le centre Nathalie-Gautier, où se trouve le siège du Symalim ainsi que celui de la Segapal (société publique locale, chargée de la gestion et de l’animation du parc).

## Géographie

### Situation
Le parc est limité par le canal de Miribel au Nord et par le canal de Jonage (du réservoir du Grand-Large jusqu'à sa frontière Est). À l'Est, il débute à proximité du pont de Jons, juste avant la division du Rhône en deux canaux, au niveau du barrage de Jons. À l'Ouest, sa frontière est sur les territoires de Vaulx-en-Velin et Villeurbanne, avant la réunion des canaux de Miribel et de Jonage (et même avant l'embouchure du Vieux Rhône).
| \| 1 km Lac des Eaux Bleues Réservoir du Grand-Large Pont de Jons Pont de Miribel Vieux Rhône Centre Nathalie-Gautier \| Carte du Grand parc de Miribel-Jonage. |
| 1 km Lac des Eaux Bleues Réservoir du Grand-Large Pont de Jons Pont de Miribel Vieux Rhône Centre Nathalie-Gautier                                              |

### Hydrologie de l'île de Miribel-Jonage

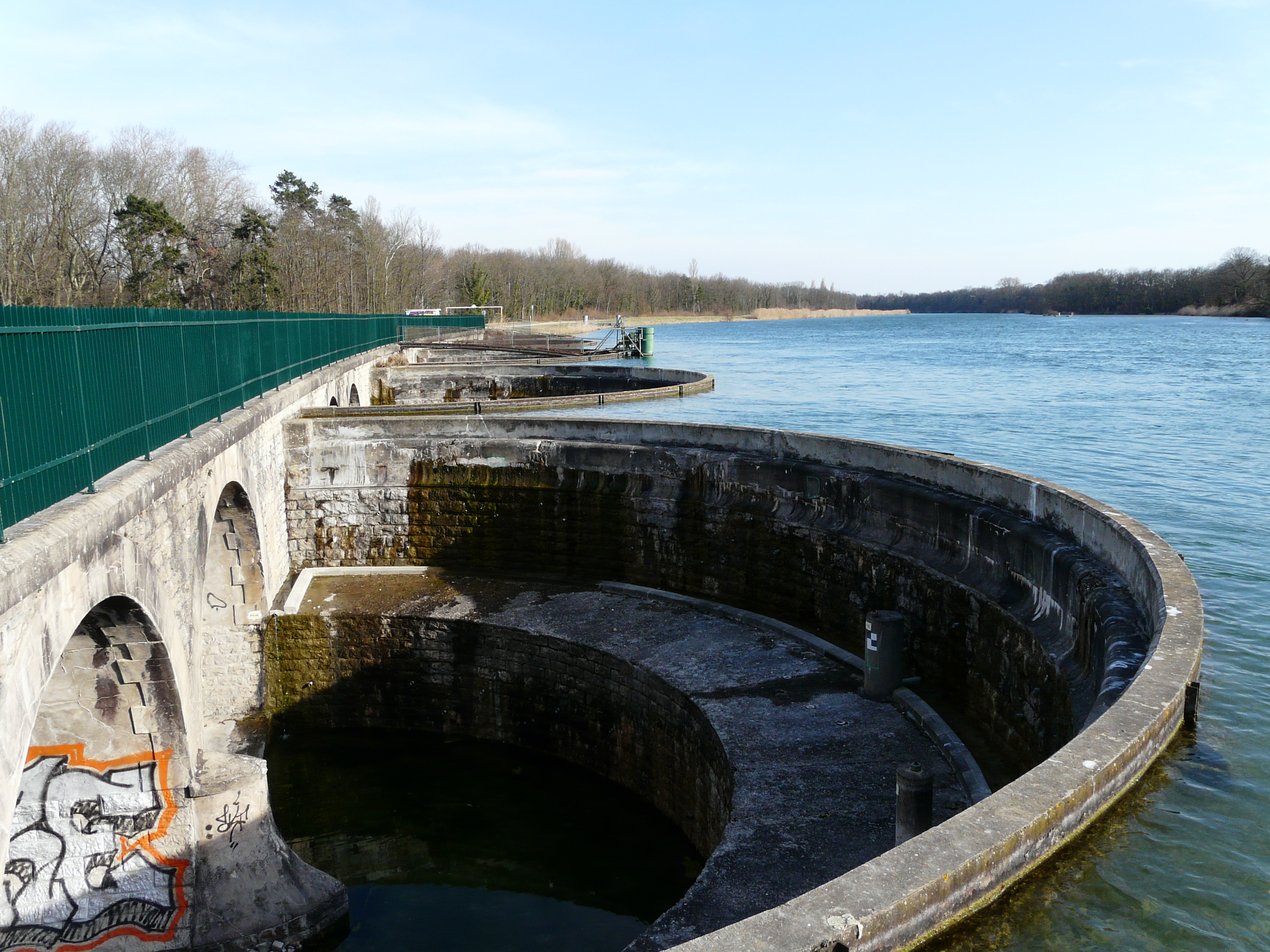
Le déversoir d'Herbens sur le canal de Jonage, qui permet au besoin d'inonder la zone en arrière de l'aménagement sur l'île de Miribel-Jonage
, afin d'écrêter les trop-plein d'eau pour la centrale de Cusset elle-même située en aval sur le cours d'eau.

Le parc est entièrement situé dans le lit majeur du Rhône. Avant le creusement du canal de Miribel au nord (1848-1857) puis du canal de Jonage (1892-1899), le fleuve avait une forme et un fonctionnement de cours d'eau en tresses dans ce secteur, c'est-à-dire qu'il formait de multiples ramifications et îles qui se déplaçaient régulièrement à l'occasion des crues, et les eaux du Rhône s'étendaient sur plusieurs kilomètres de largeur en période de hautes eaux. Le Rhône n'avait pas ici de chenal unique, et ses nombreux chenaux anostomosés portaient le nom local de lône. Cette situation a radicalement changé avec l'aménagement des canaux. Le canal de Miribel, en concentrant les eaux dans le chenal nord, a entraîné un creusement du lit dans sa moitié amont, donc l'abaissement du niveau d'eau. Le canal de Jonage, lui, dérive les eaux. L'un et l'autre entraînent un assèchement et une désactivation de l'ancien secteur en tresses. Le lône appelé Vieux Rhône, actuellement émissaire du lac des Eaux Bleues, en est un vestige.
Si l'île de Miribel-Jonage est désormais bien drainée en période de basses eaux, de nombreux secteurs restent inondables lors des hautes eaux, y compris en rive droite du canal de Miribel et en rive gauche du canal de Jonage. La carte des zones inondables dans le parc et ses environs a été établie à partir des observations faites lors de la crue de 1928. Certains secteurs de l'île ont même été aménagés de sorte à pouvoir être inondés de façon contrôlée afin d'écrêter les crues les plus fortes, susceptibles d'endommager la centrale hydroélectrique de Cusset ou de menacer l'agglomération lyonnaise en aval. Le déversoir d'Herbens en est un exemple.

### Accessibilité
Durant la période estivale (avril à septembre), le parc est desservi par la ligne N83 du réseau TCL. Depuis juillet 2022, il est également possible de se rendre au parc avec les lignes directes N80 (version directe de la ligne N83), N81, N82 et N84. Ces lignes directes circulent uniquement en juillet et en août.
Pendant les vacances scolaires d'été, le parc est aussi desservi par la ligne "Grand Parc" du réseau Colibri.
Deux autoroutes desservent le parc : l'A46 ( 5 à 30 km, Vaulx-en-Velin, Décines-Charpieu, Parc de Miribel-Jonage) et l'A42 ( 4 Miribel à 5 km ; villes desservies Neyron, Miribel, Parc de Miribel-Jonage).
Le parc est traversé par la ViaRhôna, itinéraire cyclable reliant Genève à la mer Méditerranée via la vallée du Rhône.
Un projet de téléphérique qui permettrait de desservir le parc depuis la ville de Décines-Charpieu en correspondance avec la ligne de tramway T3 du réseau TCL a été étudié mais ne s'est pas concrétisé.

## Festivals
Le parc accueille trois festivals :
- Evasion Festival, se tient au début du mois de juillet et est consacré aux musiques électroniques.
- Le second, consacré aux musiques du monde, est le Festival Couleurs Mundo et a lieu en juillet.
- Le troisième, se déroulant chaque année en août ou septembre au Grand Parc depuis 2005, est le festival de musique et de théâtre de rue Woodstower. L'édition 2025 de Woodstower s'est néanmoins tenue en juillet dans le parc de Gerland, plus central et surtout plus facilement accessible depuis Lyon[14]. Les éditions 2023 et 2024 au Grand Parc ont été très peu fréquentées du fait d'une météo pluvieuse qui a mis en péril le festival et incité ses organisateurs à en transformer le format[14].

## Cinéma
Le parc a servi de lieu de tournage, en 2015 au  feuilleton policier de Charlotte Brändström Disparue.

## Galerie

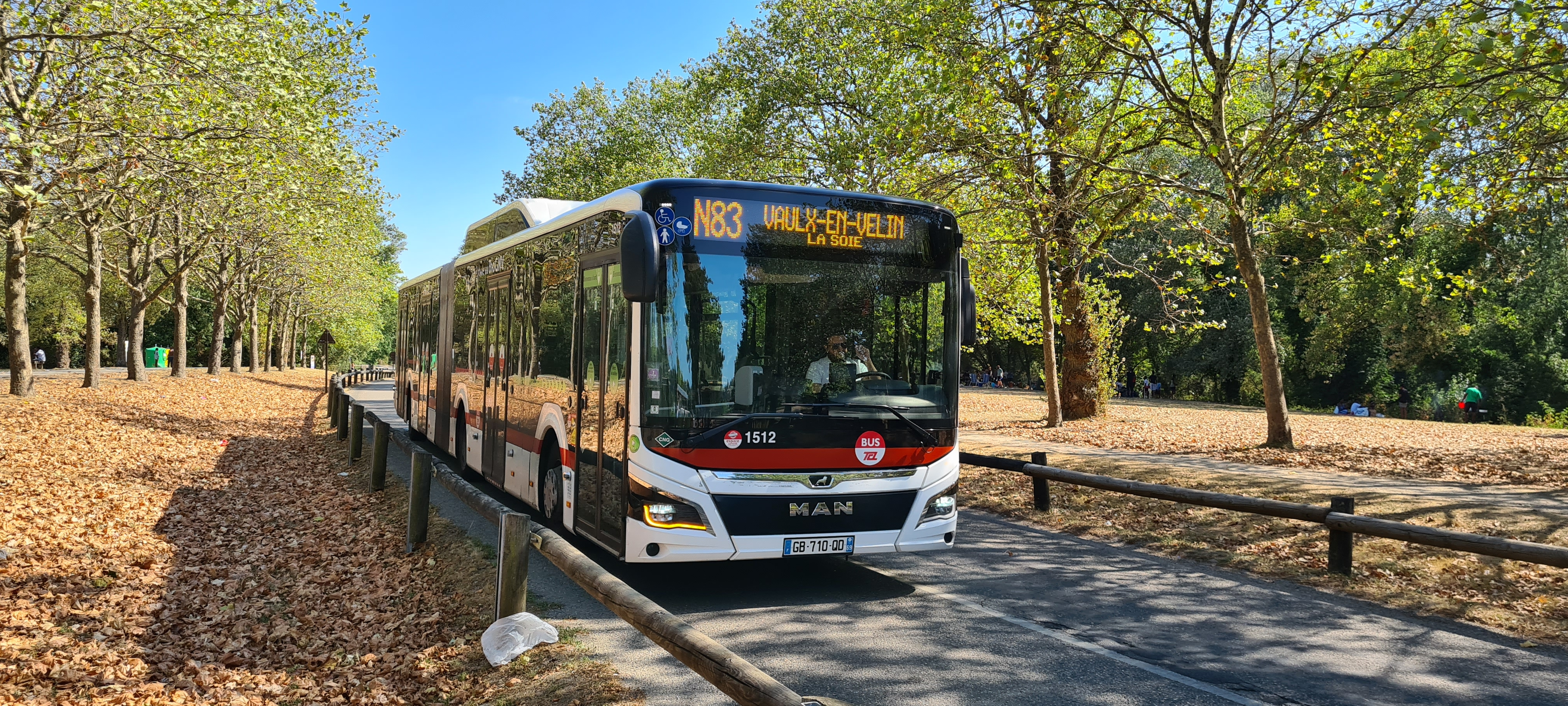
Autobus de la ligne N83.
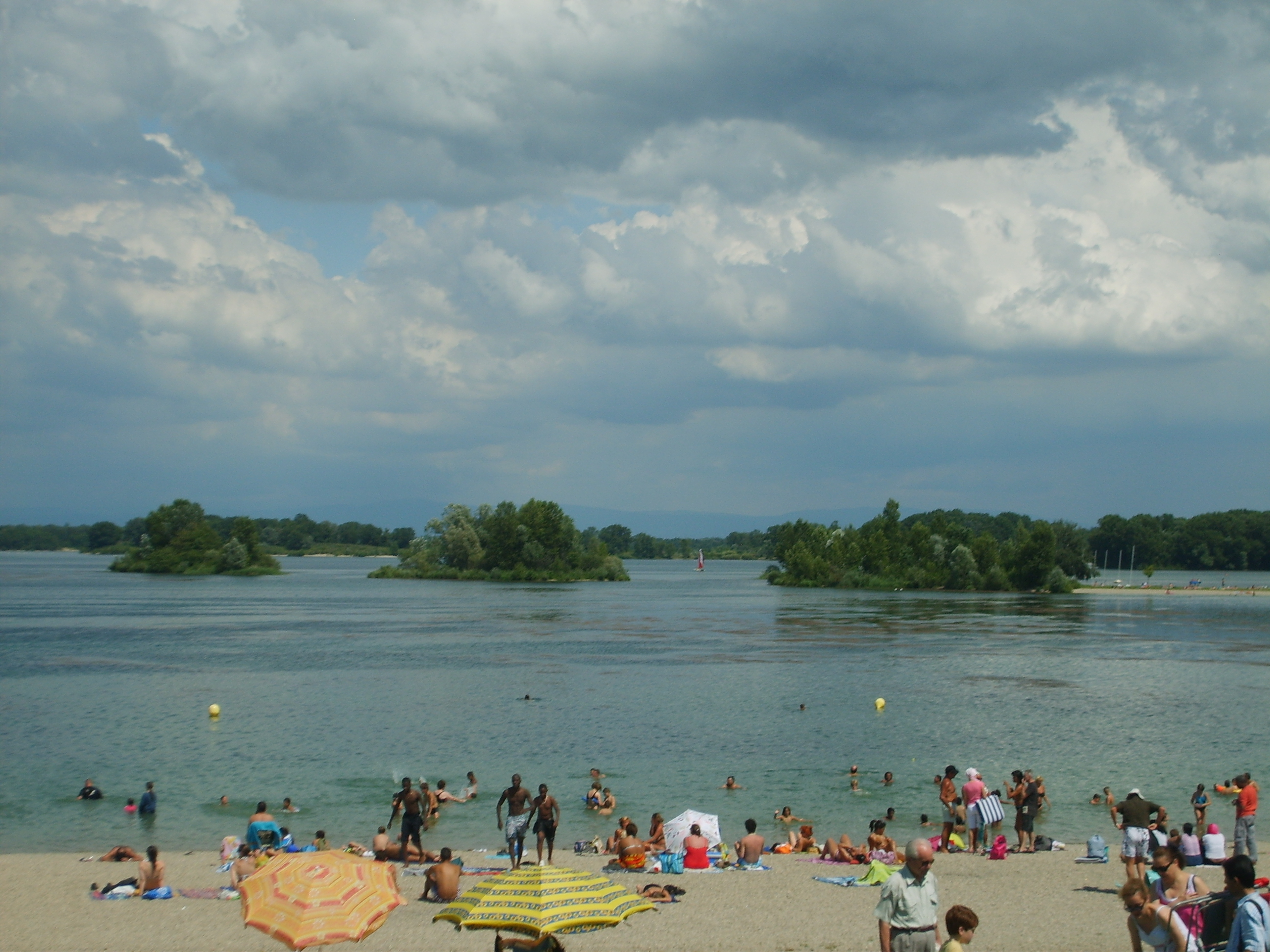
Plage au parc de Miribel-Jonage.
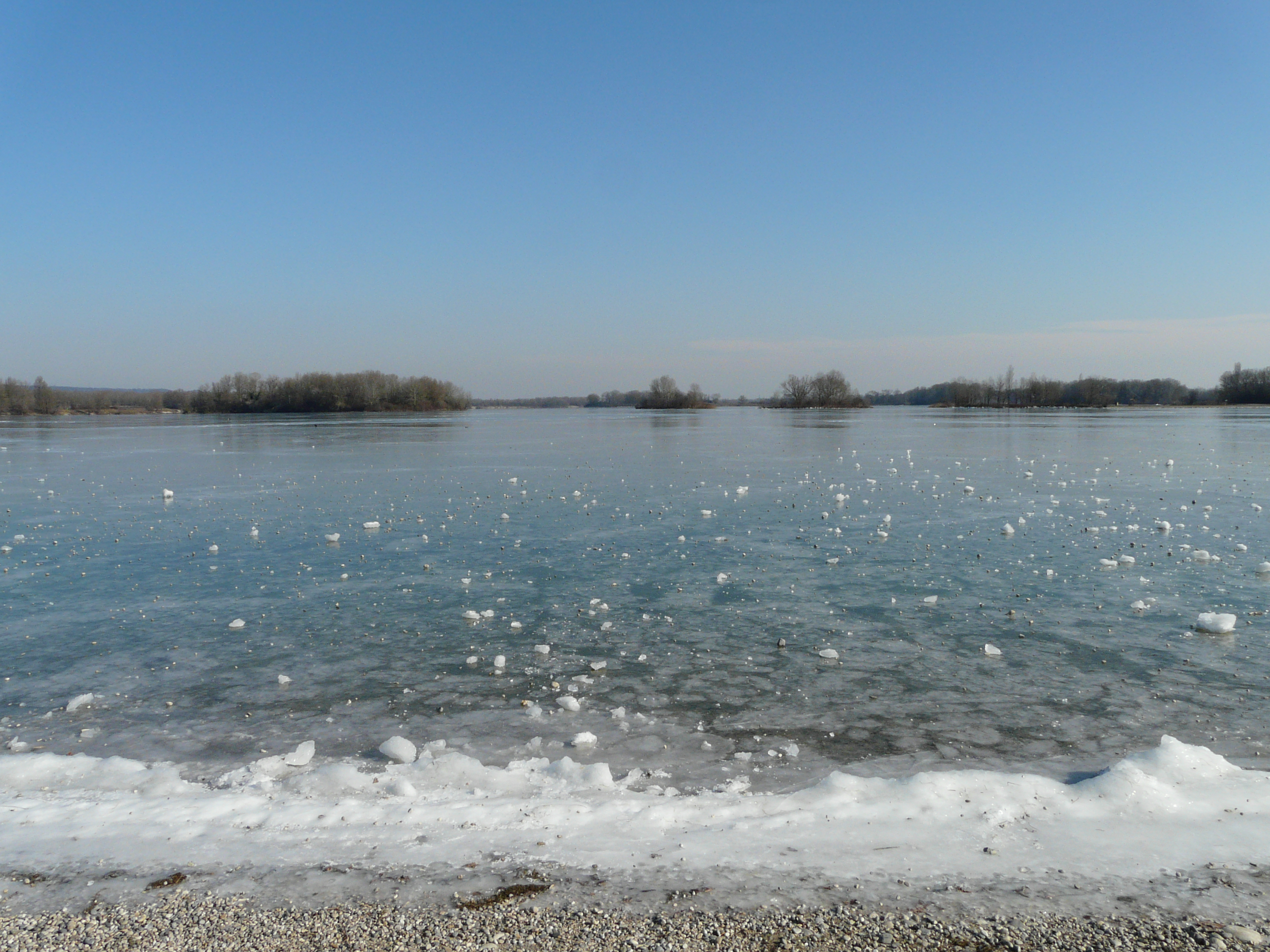
La plage du Morlet en hiver.
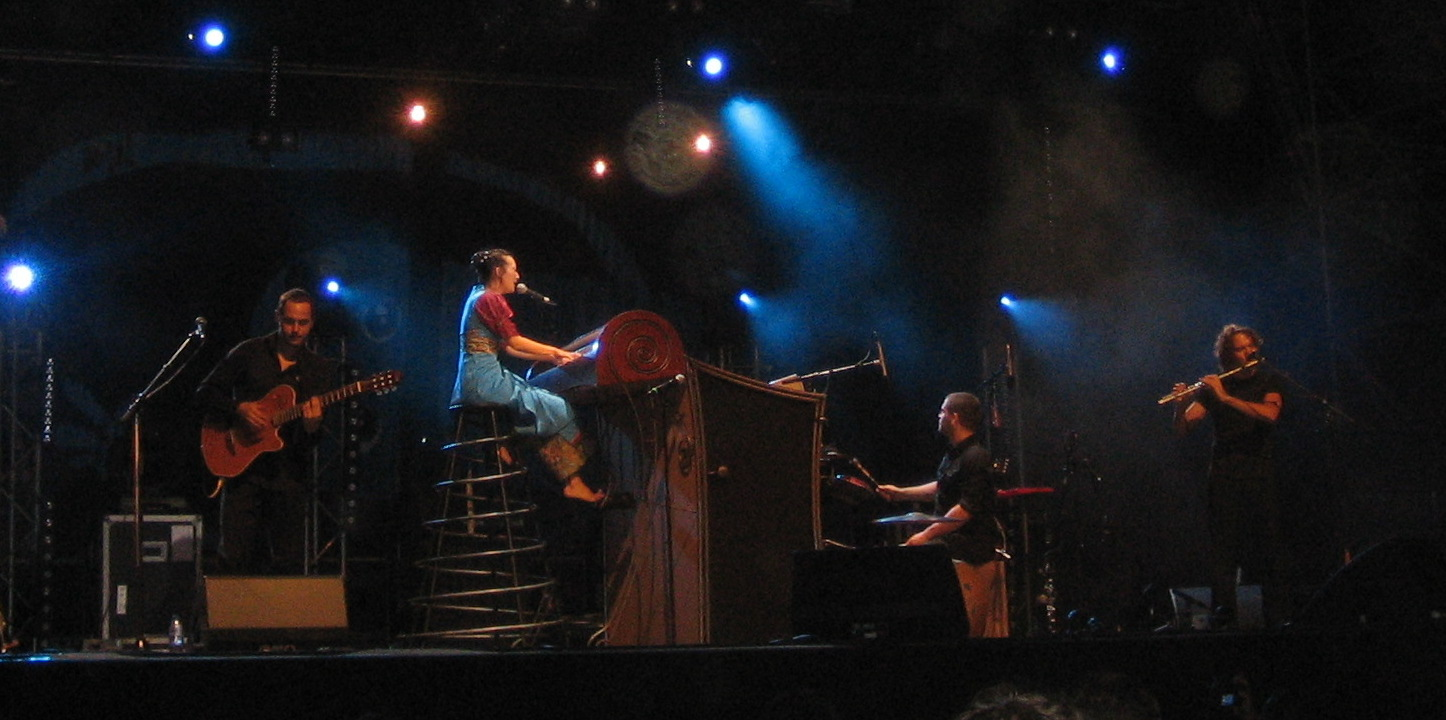
Amélie-les-crayons à l'édition Woodstower 2008.